# Tartaranho
O Tartaranho é um ser imaginário da mitologia infantil portuguesa. O Tartaranho é um ser maléfico que tal como a Coca (folclore) ou o bicho-papão era usado para assustar as crianças. 